# Phyxioschema
Phyxioschema is een geslacht van spinnen uit de familie Dipluridae.

## Soorten
De volgende soorten zijn bij het geslacht ingedeeld:
- Phyxioschema erawan Schwendinger, 2009
- Phyxioschema eripnastes Schwendinger, 2009
- Phyxioschema huberi Schwendinger, 2009
- Phyxioschema raddei Simon, 1889
- Phyxioschema roxana Schwendinger & Zonstein, 2011
- Phyxioschema sayamense Schwendinger, 2009
- Phyxioschema spelaeum Schwendinger, 2009
- Phyxioschema suthepium Raven & Schwendinger, 1989